# Anagyrus minium
Anagyrus minium är en stekelart som först beskrevs av Mercet 1921.  Anagyrus minium ingår i släktet Anagyrus och familjen sköldlussteklar. Inga underarter finns listade i Catalogue of Life.